# Diritti LGBT in Camerun

Le persone lesbiche, gay, bisessuali, transgender e queer (LGBTQ) in Camerun affrontano sfide gravi che non sono vissute dai residenti non LGBTQ. In Camerun, l'attività sessuale tra persone dello stesso sesso, sia maschile che femminile, è illegale e le persone LGBTQ subiscono discriminazioni diffuse tra la popolazione più ampia. A partire dal 2020, il Camerun "attualmente persegue condotte consensuali tra persone dello stesso sesso in modo più aggressivo rispetto a quasi tutti gli altri paesi del mondo".

## Storia

### Popolo Bafia
Nel 1921, l'etnografo tedesco Günther Teonmann citò un abitante del posto che definiva l'omosessualità un "costume nazionale" tra il popolo Bafia nel suo libro Die Homosessualität bei den Negern Kameruns. In seguito descrisse le tre fasi della vita di un uomo Bafia, vale a dire:
- Kiembe, uomini che non hanno avuto rapporti sessuali con donne. Inizia intorno ai 15 anni.
- ntu, uomini che hanno avuto rapporti sessuali con donne.
- mbäng, padri, uomini che hanno figli.

Ai ragazzi kiembe era proibito avere contatti sessuali e sociali con ragazze prepuberi, rischiando di essere torturati o ridotti in schiavitù; c'era una forte competizione per accaparrarsi le donne disponibili. L'unica opzione rimasta a questi uomini kiembe era quella di stringere una stretta amicizia sessuale maschile con un lexan, un ragazzo kiembe più giovane o della stessa età che si trovasse nella stessa situazione, dove spesso si dedicavano al ji'gele ketön, la penetrazione anale. Prima dell'atto sessuale, uno dei due ragazzi chiedeva il consenso dell'altra persona mostrandole un piatto di vimini pieno di noci di terra e affermando che se ne avesse mangiata una, avrebbe acconsentito. Questa metafora simboleggiava l'apparente sporcizia di una noce che nasceva dalla terra, ma che si trasformava in dolcezza al momento dell'assaggio. Questi atti potevano accadere in qualsiasi momento, in qualsiasi luogo (come a casa di uno dei ragazzi) ed erano considerati normali. Ad esempio, non era raro che un padre tornasse a casa e assistesse al figlio mentre compiva un atto sessuale e ne ridesse.
Il kiembe e il suo lexan si aiutavano a vicenda per rapire una donna e condividerla, indipendentemente dal suo stato civile, con gli altri kiembe dell'insediamento, in modo che potessero tutti diventare ntu. Questo evento è visto da molti come un punto di svolta che porterà il giovane a conquistare le relazioni eterosessuali. Tuttavia, alcuni continuano a mantenere relazioni omosessuali.
Una volta raggiunta la fase mbäng, il padre spesso chiamava il suo neonato con il nome del lexan, indipendentemente dal sesso del bambino.
Le relazioni omosessuali erano viste anche come l’estensione logica delle intime amicizie tra adulti.

## Legge sull'attività sessuale tra persone dello stesso sesso
L'omosessualità è vietata dalla sezione 347-1 del codice penale con una pena da 6 mesi fino a 5 anni di reclusione e con una multa da 20.000 a 200.000 franchi.
Il sistema giudiziario non si occupa di reprimere solo l'omosessualità o la transessualità sulla base di prove concrete, ma anche sugli atteggiamenti relativi che possono essere collegati ad esse.

## Casi di asilo nel Regno Unito
A un uomo gay camerunense è stato concesso il diritto di chiedere asilo nel Regno Unito a causa del suo orientamento sessuale all'inizio di luglio 2010. Il Ministro delle Comunicazioni del Camerun, Issa Tchiroma Bakary, ha risposto all'azione del tribunale riconoscendo che l'omosessualità era sicuramente illegale in Camerun, ma sostenendo anche che gli omosessuali non venivano perseguiti per le loro attività private. Ha respinto le affermazioni del richiedente asilo, affermando che l'uomo non aveva nulla da temere dalla legge: "Pensi che sia l'unica persona gay in Camerun?"
Nell'agosto 2011, a un uomo gay camerunense è stata concessa una libertà temporanea su cauzione per immigrazione dalla UK Border Agency dopo che Air France si è rifiutata di trasportarlo a Yaoundé. Nel maggio 2012, l'UK Border Agency ha cercato di rimpatriare il richiedente asilo Ediage Valerie Ekwedde, non trovando "nessuna prova credibile" che fosse gay, ma è stata costretta a tenere Ekwedde in custodia dopo che aveva minacciato di "fare storie" sul volo Air France che lo riportava in Camerun.

## Condizioni di vita
Il Camerun è una società conservatrice in cui l'omosessualità è disapprovata. Nel 2006, diversi tabloid pubblicarono i nomi di almeno 50 personaggi di spicco, dichiarandoli omosessuali. Li condannarono per comportamenti devianti. Gli articoli aumentarono la circolazione dei giornali, ma furono criticati dal Consiglio statale per la comunicazione per violazione della privacy. La campagna provocò un dibattito nazionale sui diritti e la privacy degli omosessuali. L'ondata di sospetti che seguì le pubblicazioni fu fortemente influenzata dagli insegnamenti cristiani, in particolare da quelli della Chiesa cattolica, nonché dalla diffidenza di lunga data nei confronti di società segrete europee come la Massoneria. L'allora presidente Paul Biya incoraggiò pubblicamente il rispetto della privacy altrui, ma allo stesso tempo iniziò a perseguire penalmente le persone accusate di aver praticato attività omosessuali. Pochi avvocati sono disposti a difendere gli imputati.
Un tribunale del Camerun ha condannato Jean Pierre Amougou Belinga a quattro mesi di carcere per aver diffamato Grégoire Owona, un ministro del governo nominato nell'elenco dei 50 presunti omosessuali in Camerun.
Il Rapporto sui Diritti Umani del Dipartimento di Stato americano del 2010 ha rilevato che le persone omosessuali "generalmente mantengono un basso profilo a causa del pervasivo stigma sociale, della discriminazione e delle molestie, nonché della possibilità di essere incarcerate. Gay e lesbiche hanno subito molestie ed estorsioni da parte delle forze dell'ordine. False accuse di omosessualità sono state utilizzate per molestare i nemici o per estorcere denaro". Nel 2012 è stata fondata la prima associazione per donne lesbiche e queer, World Queens.
Il 30 giugno 2024, Brenda Biya, figlia del presidente camerunense Paul Biya, ha fatto coming out come lesbica dopo aver pubblicato su Instagram un'immagine che la ritraeva mentre baciava il suo compagno, la modella brasiliana Layyons Valença. Questo ha scatenato una reazione negativa nel paese e la maggior parte degli utenti camerunensi su Instagram ha pubblicato numerosi commenti di sgomento e incredulità, convinti che sarebbe stata incarcerata o che suo padre l'avrebbe difesa. Il presidente non ha ancora espresso pubblicamente la sua opinione sul suo orientamento sessuale. Tuttavia, questo ha anche acceso la speranza nella comunità LGBTQ+ del Camerun, alimentando la speranza che ciò possa cambiare le leggi anti-LGBTQ+ del paese e dare coraggio ai camerunensi LGBTQ+ a fare coming out. 

## Tabella riassuntiva
| Attività e relazioni sessuali legali                         | (reclusione da 6 mesi a 5 anni o pena di morte) |
| Parità dell'età di consenso                                  | No                                              |
| Leggi anti-discriminazione sul lavoro                        | No                                              |
| Leggi anti-discriminazione nella fornitura di beni e servizi | No                                              |
| Leggi anti-discriminazione in tutti gli altri settori        | No                                              |
| Matrimonio egualitario                                       | No                                              |
| Unione civile                                                | No                                              |
| Adozione                                                     | No                                              |
| Autorizzazione a prestare servizio nelle forze armate        | No                                              |
| Diritto di cambiare legalmente sesso                         | No                                              |
| Surrogazione di maternità                                    | No                                              |
| Permessa la donazione di sangue per le persone omosessuali   | No                                              |